# Bernard Montgomery
Bernard Law Montgomery (n. 17 noiembrie 1887, Greater London, Anglia, Regatul Unit al Marii Britanii și Irlandei – d. 24 martie 1976, Alton, Hampshire, Anglia, Regatul Unit) a fost un feldmareșal britanic, unul dintre principalii comandanți militari britanici din timpul celui de-Al Doilea Război Mondial. 
Tatăl mamei sale, Maud, a fost un personaj important al Bisericii anglicane, Frederic William Farrar.